# BMW Vision M Next

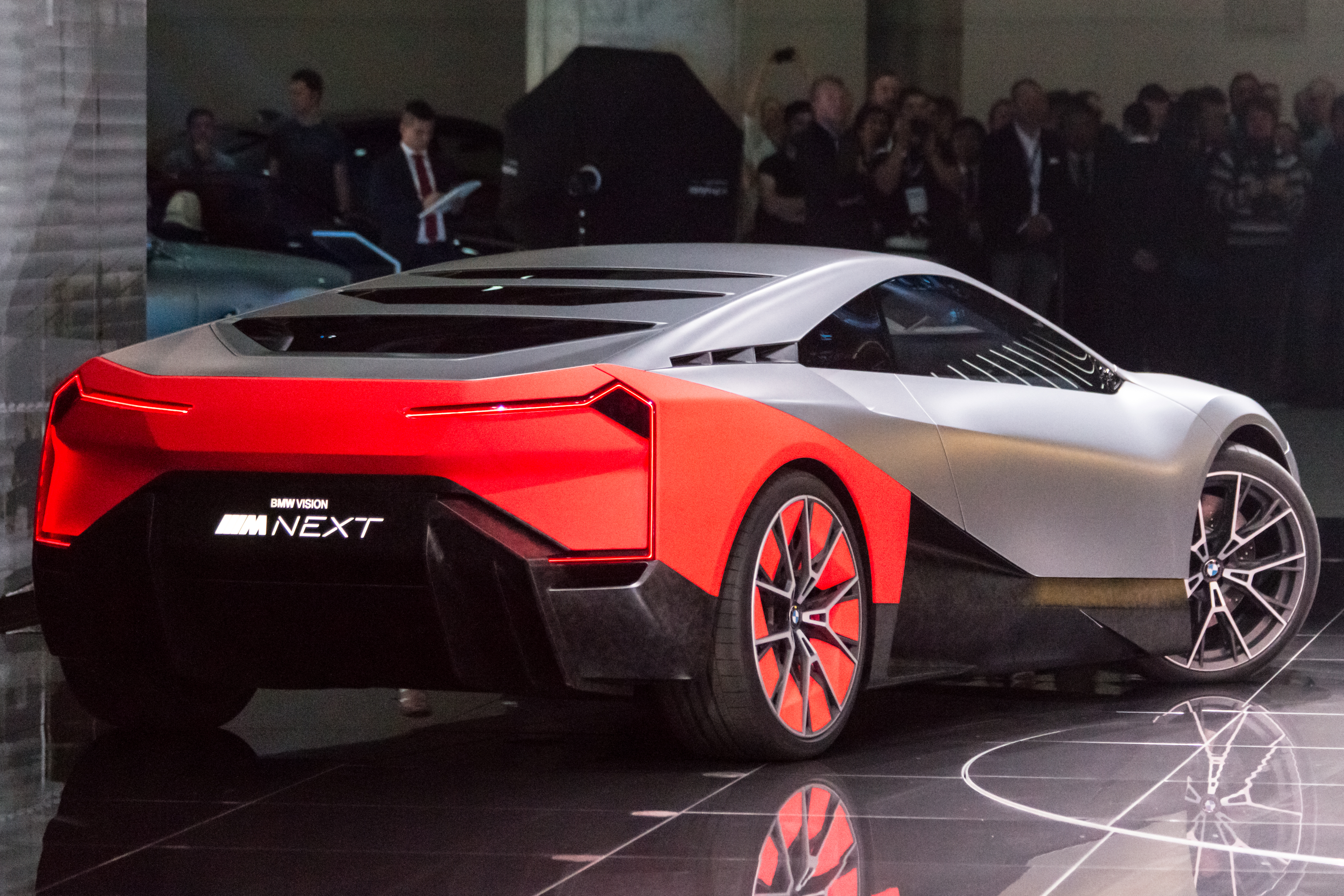
Heckansicht mit aktiven Rücklichtern

Der Vision M Next ist eine Studie eines Hybridsportwagens von BMW, die 2019 zunächst in München und dann auf der IAA vorgestellt wurde. Sie galt als möglicher Nachfolger des BMW i8, dessen Produktion 2020 auslief. Im April 2020 wurde bekannt, dass das Fahrzeug nicht in Serie gefertigt wird.
Die Systemleistung mit einem Reihenvierzylinder-Turbomotor und zwei Elektromotoren beträgt 441 kW (600 PS). Ein Elektromotor sitzt an der Vorderachse, die beiden anderen Motoren treiben die Hinterachse an. Im rein elektrischen Betrieb wurden 100 km Reichweite angegeben.
Die äußere Gestaltung kam von dem BMW-Designer José Casas. Die 4,58 m lange Karosserie mit Flügeltüren und sehr kurzen Überhängen, die Elemente des BMW Turbo und des BMW M1 zeigt, wurde aus recyceltem Carbonmaterial hergestellt. Die Räder sind vorn 21, hinten 22 Zoll groß. Die orangen Farbelemente und die BMW-Logos hinten links und rechts erinnern an den BMW Turbo; die Logos sind nur noch sehr klein und wurden im Bereich der Rückleuchten platziert. Die vorderen Scheinwerfer verwenden mit Phosphor beschichtete Glasfasern.

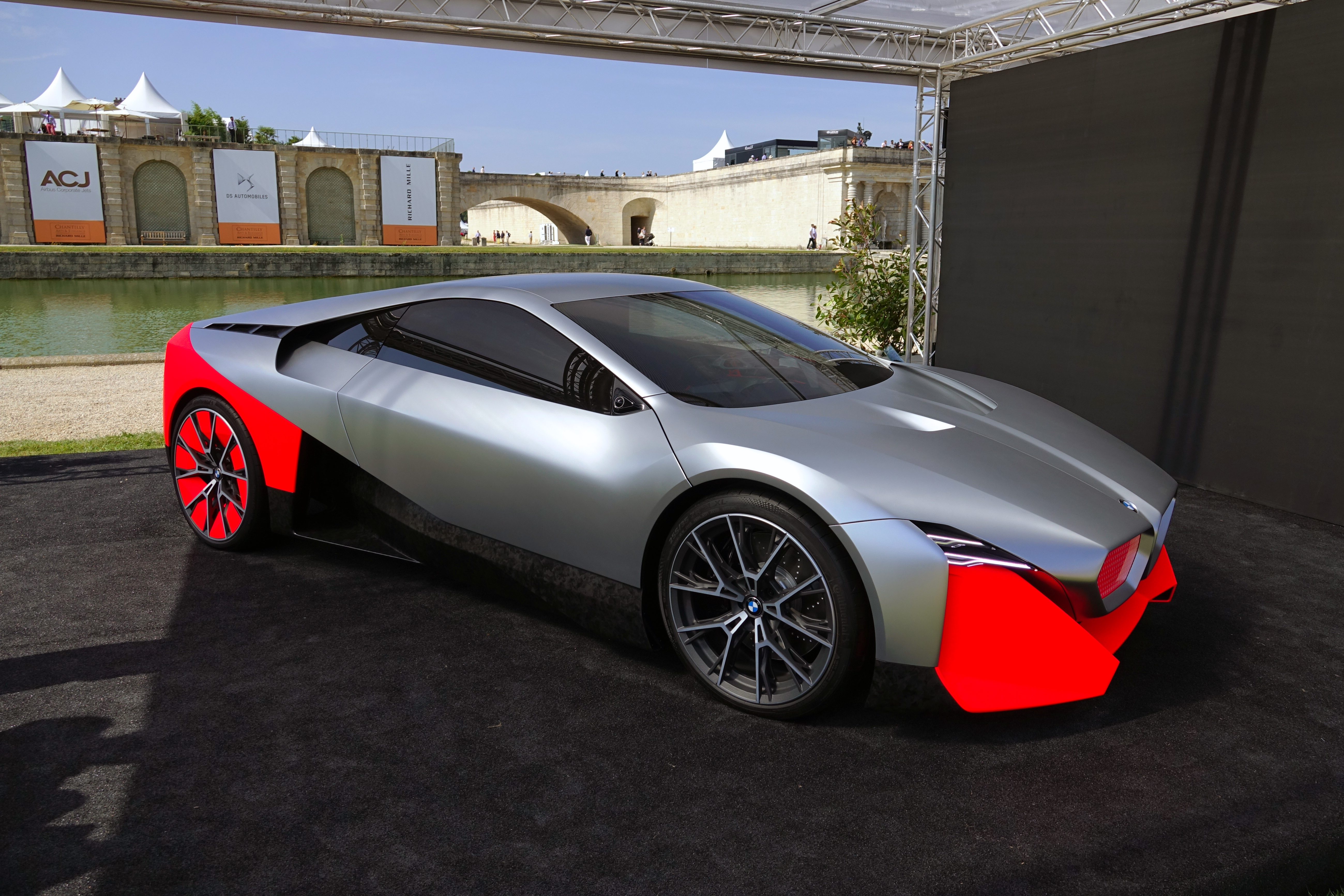
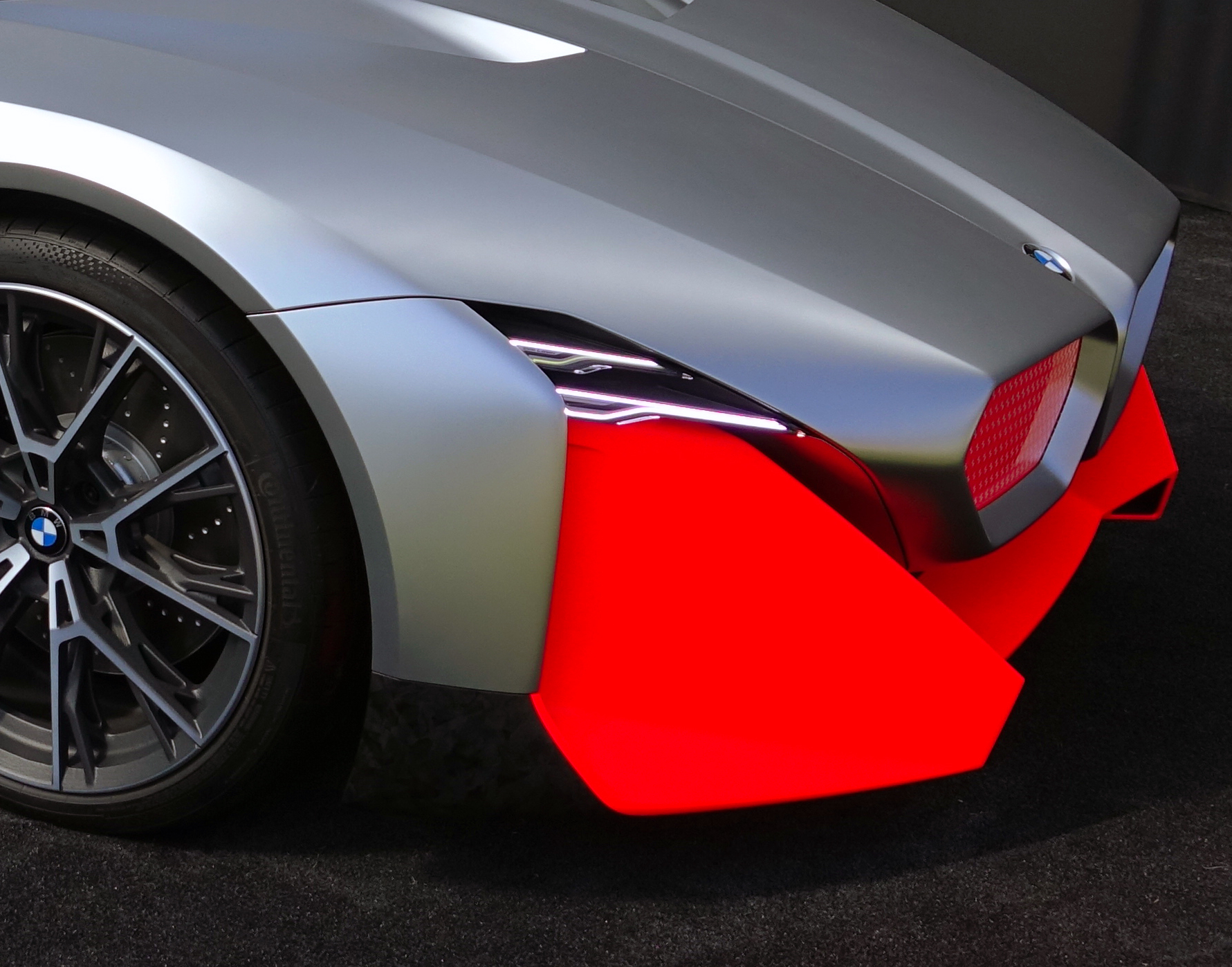
Glasfaser-Frontscheinwerfer
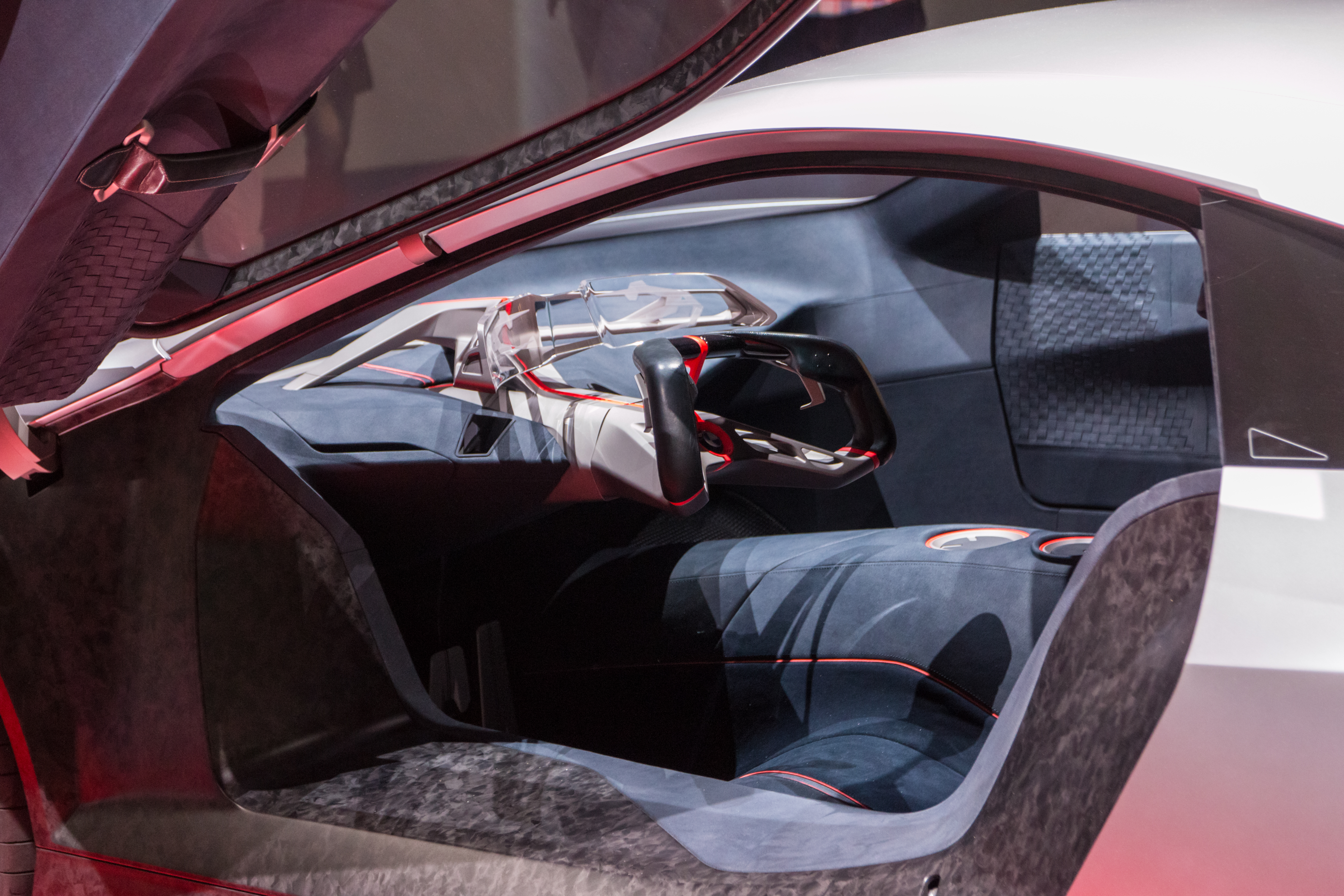
Innenraum
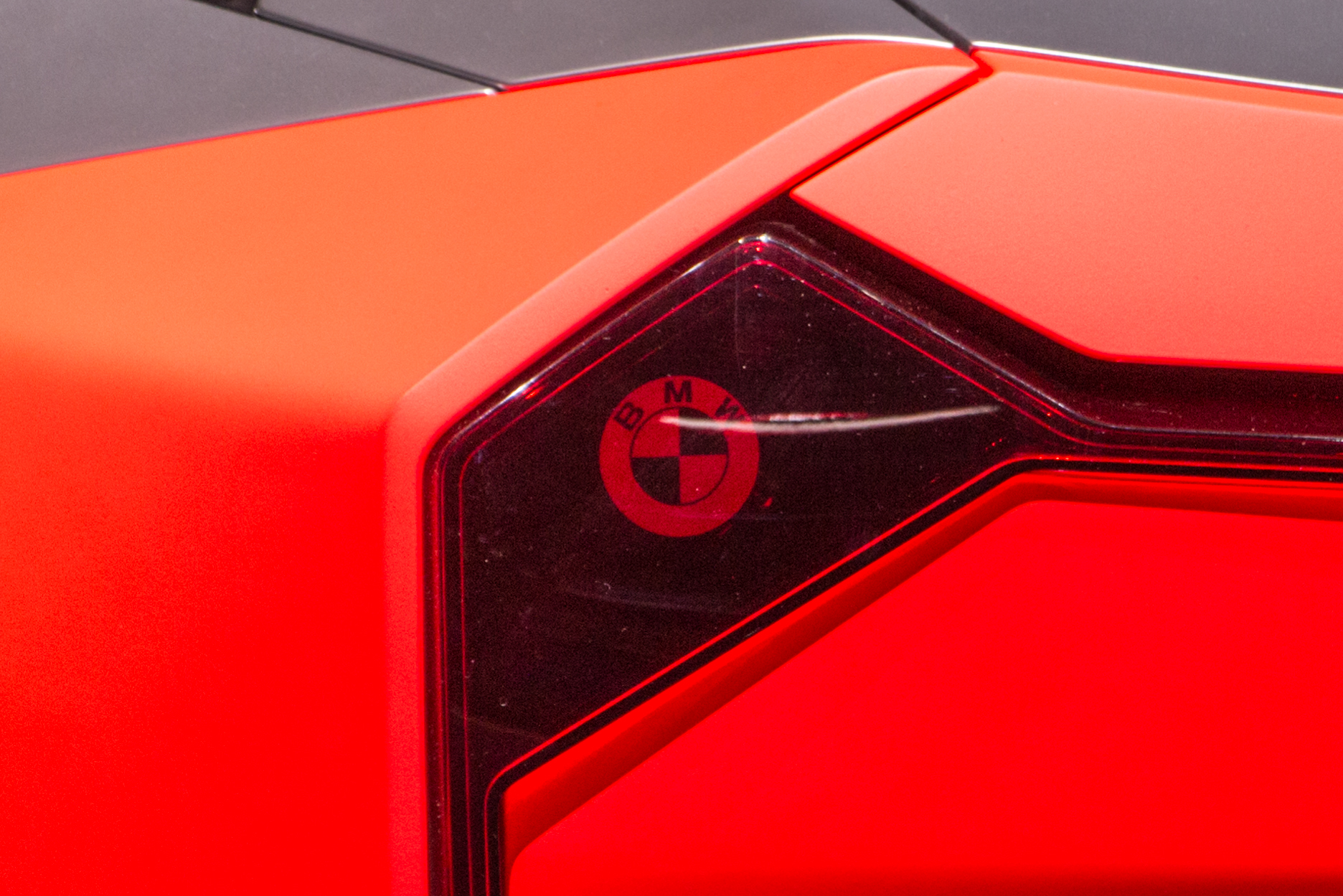
Rückleuchte mit BMW-Logo

Im Armaturenbrett ist anstelle von Instrumenten ein transparentes, leicht gebogenes Display („Curved Display“) eingebaut. Das Head-up-Display nutzt die gesamte Windschutzscheibe als Anzeigefeld.